# Österreichisch-Ungarische Revue
Die Österreichisch-Ungarische Revue: Monatsschrift für die gesamten Kulturinteressen der Monarchie war eine österreichische Monatszeitung. Sie erschien von 1886 bis 1910 monatlich in Wien. Verlegt wurde die Österreich-Ungarische Revue von dem Verlag der Österreichisch-ungarischen Revue und den Verlagen Rosner und Manz. Der Titelzusatz der Zeitung lautete Monatsschrift für die gesamten Kulturinteressen der österreichisch-ungarischen Monarchie. Die Österreichisch-Ungarische Revue ist die Nachfolgerzeitung der Österreichischen Revue, welche von 1863 bis 1867 erschienen ist.
Ihr ging die zwischen 1863 und 1867 im Gerold Verlag erschienene Österreichische Revue voraus.